# Death for Life
Death for Life è il quarto album studio del gruppo musicale statunitense Death by Stereo. Pubblicato il 7 giugno 2005, prende il titolo da una canzone omonima degli stessi Death by Stereo, contenuta nel loro secondo album Day of Death.
Questa pubblicazione è, stilisticamente, molto più heavy di tutte le precedenti del gruppo.

## Tracce
Tutte le canzoni sono state scritte dai Death by Stereo, ad eccezione della traccia 4 come indicato.
1. Binge / Purge – 2:35
2. I Give My Life – 3:23
3. Forget Regret – 4:03
4. Entombed We Collide (Death by Stereo, Mark Renk) (feat. M. Shadows) – 3:42
5. Forever and a Day – 5:05
6. This Curse of Days – 3:40
7. Middle Fingers – 3:42
8. Nosotros Controlamos Todo – 3:22
9. W.W.J.D.? – 3:20
10. Don't Piss On My Neck and Tell Me It's Raining – 3:08
11. This Is Not the End (feat. M. Shadows) – 4:25

La traccia 5, Forever and a Day, che non è in alcun modo relazionata con la canzone degli Offspring dallo stesso titolo, è la prima ballad in assoluto dei Death by Stereo.

## Crediti
- Efrem Schulz - Voce
- Dan Palmer - Chitarra, voce di sfondo
- Tim "Tito" Owens - Chitarra, voce di sfondo
- Tyler Rebbe - Basso, voce di sfondo
- Todd Hennig - Batteria, voce di sfondo
- Matthew Shadows degli Avenged Sevenfold - Voce aggiuntiva nelle tracce 4 e 11
- Scott Gilman - Archi, programmatore
- Derek Whitacre - Campionatore
- The Factory (Fred Achambault and Bruce MacFarlane) - Produzione, mixaggio e registrazione
- Pete Martinez (Sound City) - Assistente ingegnere acustico
- John Golden - Mastering
- Paul A Romano - Artwork di copertina
- Mark Renk – Allenatore vocale
- Gardner Knutson  – Tecnico della batteria

L'album è stato registrato negli studi Sound City, Ton Recording e The Scene. È stato, poi, mixato negli studi Ton Recording ed Al's Hobby Shop.